# Ciutat Nova d'Edimburg
La ciutat nova, situada a Edimburg, la capital d'Escòcia, es considera sovint una obra mestra de pla urbanístic. Es construí entre els anys 1765 i 1850; i té molt d'art arquitectònic del període neoclàssic original. El carrer més famós n'és Princes Street.

## Preparant el terreny

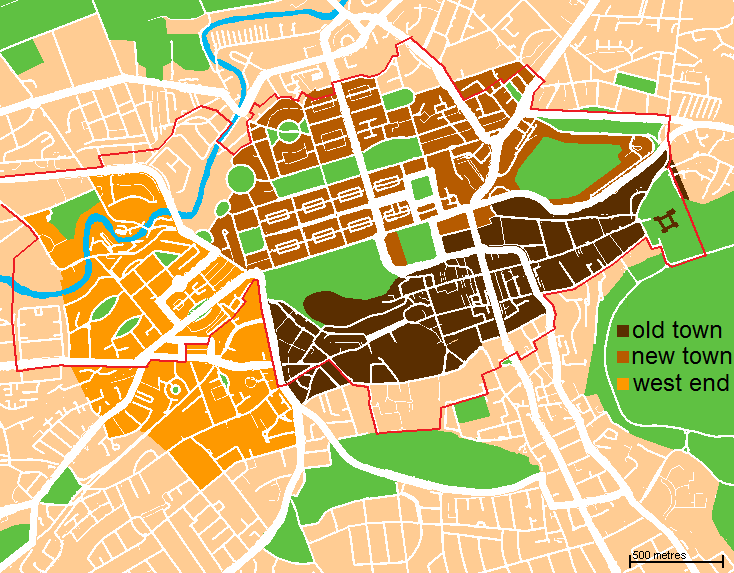
Mapa de la ciutat, en el qual es veu la ciutat nova i la ciutat vella

Els plans de crear una ciutat nova a Edimburg els realitzà el rei Jaume II a inicis del segle xvii.
La decisió de construir una ciutat nova va ser treta dels pares de la ciutat, després que la situació de la ciutat antiga arribés a un punt crític, i per evitar un èxode de ciutadans rics de la ciutat a Londres. La Il·lustració arribà a Edimburg, i l'antiquada estructura de la ciutat no agradava als pensadors moderns que vivien allà. Lord Provost i George Drummond tingueren èxit quan estengueren el límit de Royal Burgh per incloure-hi els camps al nord de Nor Loch; el canal d'aigua molt contaminada ocupava la vall cap al nord de la ciutat. Hi hagué un pla d'assecar el Nor Loch, tot i que el procés no es va completar fins al 1817. Es construïren cruïlles per accedir a la nova terra, el North Bridge el 1772, i l'Earthen Mound. The Mound, com es coneix actualment, arribava a les proporcions actuals durant la dècada del 1830.
Conforme les successives etapes de la ciutat nova es van anar desenvolupant, les persones riques es traslladaren al nord des de les cases apinyades de veïns en estrets carrerons a grans cases d'arquitectura georgiana en carreteres amples. La gent pobra es va quedar a la ciutat vella.

## La primera ciutat nova
Una competició de disseny es va celebrar el gener de 1766 per a trobar un pla adequat i modern per al nou barri. La guanyà James Craig, de 26 anys, que va proposar una simple quadrícula axial, amb una via principal al llarg de la carena que connectava dues places de jardí. Dues altres carreteres principals estaven situades turó avall al nord i cap al sud, amb dos meuse proporcionant camins estables a les cases més grans. Completant-ne la graella hi ha tres carrers de sud a nord.
El disseny originari de Craig havia estat per a un esquema diagonal que se centralitzava, repetint el disseny de la bandera del Regne Unit, reflectint una era nova de patriotisme cívic britànic hannoverià. Més simple, el disseny revisat reflectia aquest esperit en els noms dels carrers i espais cívics.

### Noms dels carrers
El carrer principal es va dir George street, el nom del rei de l'època, Jordi III. Queen street se situà al nord, i va rebre aquest nom pel nom de la seva muller. El St. Giles street al sud, pel sant patró de la ciutat. La St. Andrew's square (plaça de St. Andreu) i St. George's square (plaça de St. Jordi) eren els noms escollits per representar la unió d'Escòcia i Anglaterra. La idea continuava amb el carrer del Card, més petit (per l'emblema d'Escòcia) entre George street i Queen street; i Rose Street (per l'emblema d'Anglaterra) entre George street i Princes street.
Tanmateix, el rei Jordi rebutjava el nom de St. Giles street, perquè Gil l'Eremita era el sant patró dels leprosos, associat amb zones frontereres d'Edge-of-city. El nom de Princes street fou triat pel nom dels seus fills. El nom de St. George's square fou canviat per Charlotte square, el nom de la reina Carlota, per evitar la confusió amb George square de cara al sud de la ciutat vella.
Els blocs més a l'oest del Thistle street van ser reanomenats en Hill street i Young street, fent que Thistle Ssreet tingués la meitat de la llargada de Rose street. Els tres carrers completen la graella. Els carrers de Frederick i Hannover s'anomenen per les seves vistes al castell, el pare del rei Jordi i el nom de la família reial, respectivament.

### Desenvolupament
Les propostes de Craig van donar problemes a l'inici del desenvolupament. Al començament el lloc nou exposat era impopular, i comportava una càrrega de £20 que oferiren al primer constructor del lloc. Els dubtes desaparegueren ben aviat, i la construcció començava a l'est amb St. Andrew square.
Craig havia proposat que George street s'acabés amb dues esglésies grans, situades dins de cada plaça. Tanmateix, sir Lawrence Dundas era ja el propietari de la plaça. Va decidir construir allà la seva pròpia casa, i encarregà que el disseny l'en fes sir William Chambers. La mansió, creada amb l'estil anomenat pal·ladianisme, es completà el 1774, i actualment és l'oficina central del Royal Bank of Scotland.
L'església de Saint Andrew (St. Andrew's Church) s'havia de construir en un lloc de George street. La manca d'un acabament visual al final d'aquest carrer es corregia el 1823 amb el monument a William Burn i Henry Dundas.
La primera ciutat nova es va completar el 1800, amb la construcció de Charlotte square, a partir d'un disseny de Robert Adam, i va ser l'única zona arquitectònicament unificada de la ciutat nova. Adam també produí un disseny per a l'església de Sant Jordi (St. George's church), tot i que el seu disseny va ser substituït pel de Robert Reid. L'edifici, conegut com a West Register House, ara és part dels Arxius Nacionals d'Escòcia. La cara nord de Charlotte square presenta la Bute House, anteriorment residència oficial del secretari de l'estat d'Escòcia. Des de la introducció de la devolució a Escòcia, Bute House és la residència oficial del primer ministre d'Escòcia, Alex Salmond, l'any 2009.

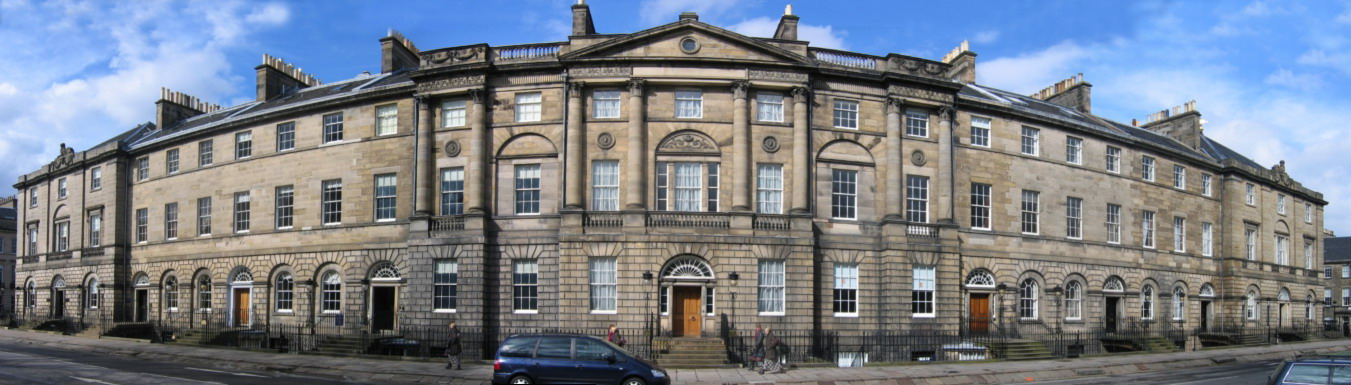
Vessant nord de Charlotte square feta per Robert Adam. Bute House, residència oficial del primer ministre d'Escòcia, n'és al centre

### Reurbanització
La ciutat nova s'imaginava com a suburbi purament residencial: cases unifamiliars intercalades amb blocs d'apartaments (anomenats tenements a Escòcia) que s'alineen en tots els carrers principals, amb el meuse, que són principalment apartaments. Tot i així, no van trigar gaire a adonar-se del potencial econòmic d'aquell lloc. Molt aviat van obrir botigues a Princes street, i durant el segle xix la majoria de cases unifamiliars d'aquell carrer es canviaren per grans edificis comercials. Fins i tot, actualment, se segueix reurbanitzant, ocasionalment, alguns edificis; però de New Town 1, Queen street, Thistle street i seccions grans de George street, Hanover, Frederick i Castle streets, encara mantenen la seva originalitat des del segle xviii. Seccions molt grans de la New Town 2, encara tenen la forma originària construïda a principis del segle xix.

## Addicions posteriors
Després de 1800, l'èxit de la primera ciutat nova va arribar a plans millors. Se n'han descrit quatre ampliacions més allunyades. La "Ciutat Nova del Nord" s'intentava estendre per Edimburg, des del nord de Queen street Gardens completament a la vora de Water of Leith, amb extensions a l'est i oest. Aquests desenvolupaments tenien lloc entre els anys 1800-1830. Els dissenys inicials seguien l'orientació d'original de la Craig's First New Town. Es volia fer que la ciutat nova s'unís amb les altres ciutats antigues: Stockbridge, Dean, Canonmills i Silvermills. El desenvolupament va ser més unificat, encara que durant diverses dècades les adoberies de Silvermills van inhibir el desenvolupament de les proximitats més immediates. Els nous eixamples van seguir el pla de Charlotte square, amb carrers sencers, sent construïts com una sola construcció. Al nord de Queen street queden els jardins de Queen street; més enllà dels jardins, la construcció va continuar en una Hanover street ampliada, anomenada aquí Dundas street, gairebé a 1 quilòmetre del Water of Leith a Canonmills. Els amples carrers i grans places es van anar construint en ambdós costats.
El tercer i final eixample el va afegir Moray place i els carrers que l'envoltaven, construït a les terres del comte de Moray, a l'oest del segon eixample.
Al segle xix, el segon ferrocarril d'Edimburg, Edinburgh, Leith and Newhaven Railway, va construir un túnel sota la ciutat nova per unir Scotland street amb Canal street, més tard dita estació de Waverley. Després del seu tancament, el túnel es va usar per conrear xampinyons i durant la Segona Guerra Mundial era un refugi antiaeri.

## Cultura
La ciutat nova és la seu de la Galeria Nacional d'Escòcia i de la Reial Acadèmia escocesa, situada al costat de The Mound. La Galeria del Retrat Nacional Escocesa és a Queen street. Uns altres edificis inclouen les Sales d'Assemblea a George street, l'Hotel Balmoral (anteriorment anomenat Hotel North British, dit així per una antiga companyia de ferrocarrils) amb la seva torre del rellotge damunt de l'Estació Waverley, i el Monument Scott.
L'Associació Cockburn (Confiança Cívica d'Edimburg) destaca fent campanya per conservar la integritat arquitectònica de la ciutat nova.

## Comerç
La ciutat nova conté els carrers comercials principals d'Edimburg. Princes street és a on es troben les botigues de les principals cadenes, així com els magatzems Jenners, que és una institució d'Edimburg. El George street té nombrosos bars moderns, i molts n'ocupen antics bancs, mentre que el nou Multrees Walk a la plaça de St. Andreu (St. Andrew's square) és el camí de Harvey Nichols i botigues de dissenyadors. El Saint James Centre, a l'extrem est de la ciutat nova, és un passeig interior acabat d'edificar el 1970. Sovint considerat una addició importuna a l'arquitectura de la ciutat nova, inclou una branca gran de John Lewis. També, al costat de l'Estació de Tren Waverley és el passeig Princes' street Mall, que conté moltes botigues.